# CAC Small
El CAC Small, anteriormente CAC Small 90, es un índice bursátil operado por NYSE Euronext utilizado en la bolsa de París. Agrupa los valores de importancia mediana; refleja por tanto principalmente la actividad de empresas de dimensión nacional o internacional, pero de dimensiones limitadas.

## Historia
El CAC Small 90 agrupaba las 90 mayores empresas por capitalización bursátil justo por detrás de las empresas componentes del CAC 40, el CAC Next 20 y el CAC Mid 60.
Fue remplazado en marzo de 2011 por el CAC Small, agrupando más valores (226 a fecha de junio de 2012).

## Composición del índice
Las 25 sociedades cuyo peso en el índice sobrepasa el 1% a 30 de agosto de 2012, por un total de 43,71 % del CAC Small :
1. Vilmorin 3,42 %
2. Medica 2,71 %
3. Mersen 2,59 %
4. ANF immobilier 2,45 %
5. Bénéteau 2,41 %
6. Gameloft 2,29 %
7. Bonduelle 2,08 %
8. Sartorius Stedim Biotech 1,94 %
9. April 1,90 %
10. Laurent-Perrier 1,67 %
11. Séchilienne-Sidec 1,57 %
12. Nicox 1,56 %
13. Altamir Amboise 1,52 %
14. Lisi 1,49 %
15. ABC Arbitrage 1,47 %
16. MP Nigeria 1,42 %
17. Sopra Group 1,38 %
18. Manitou BF 1,37 %
19. Assystem 1,31 %
20. Canal Plus 1,25 %
21. Stallergènes 1,24 %
22. Parrot 1,22 %
23. Norbert Dentressangle 1,21 %
24. Delta Plus Group 1,12 %
25. Euro Disney 1,16 %
26. Meetic 1,08 %